# Jevgēņijs Saproņenko
Jevgēņijs Saproņenko (né le 11 novembre 1978 à Riga) est un gymnaste letton, médaillé d'argent au saut de cheval lors des Jeux olympiques d'été de 2004 à Athènes.

## Palmarès

### Jeux olympiques
| Épreuve/Année     | Athènes 2004 |
| ----------------- | ------------ |
| Par équipes       | -            |
| Concours général  | 92e          |
| Exercices au sol  | 19e          |
| Cheval d'arçon    | -            |
| Anneaux           | -            |
| Saut de cheval    | 2e           |
| Barres parallèles | -            |
| Barre fixe        | -            |

### Championnats du monde
| Épreuve/Année     | Tianjin 1999 | Gand 2001 | Anaheim 2003 | Melbourne 2005 | Aarhus 2006 | Stuttgart 2007 | Londres 2009 |
| ----------------- | ------------ | --------- | ------------ | -------------- | ----------- | -------------- | ------------ |
| Par équipes       | -            | 10e       | -            | -              | 24e         | 24e            | -            |
| Concours général  | -            | -         | 38e          | 132e           | 57e         | 72e            | 178e         |
| Exercices au sol  | -            | 5e        | -            | -              | 106e        | 76e            | -            |
| Cheval d'arçon    | -            | -         | -            | -              | 124e        | 138e           | -            |
| Anneaux           | -            | -         | -            | -              | 149e        | 177e           | -            |
| Saut de cheval    | 2e           | 2e        | -            | 7e             | 7e          | 25e            | 10e          |
| Barres parallèles | -            | -         | -            | -              | 127e        | 165e           | -            |
| Barre fixe        | -            | -         | -            | -              | 123e        | 26e            | -            |

### Championnats d'Europe
| Épreuve/Année     | Ljubljana 2004 | Debrecen 2005 | Volos 2006 | Lausanne 2008 | Milan 2009 |
| ----------------- | -------------- | ------------- | ---------- | ------------- | ---------- |
| Par équipes       | -              | -             | -          | -             | -          |
| Concours général  | -              | -             | -          | 143e          | 131e       |
| Exercices au sol  | -              | -             | -          | -             | -          |
| Cheval d'arçon    | -              | -             | -          | -             | -          |
| Anneaux           | -              | -             | 73e        | -             | -          |
| Saut de cheval    | 2e             | 1er           | 10e        | 8e            | 24e        |
| Barres parallèles | -              | -             | -          | -             | -          |
| Barre fixe        | -              | -             | 39e        | -             | -          |